# Лий Голдбърг
Лий Голдбърг (на английски: Lee Goldberg) (роден на 20 февруари 1962 г.) е американски романист и телевизионен сценарист, който пише и продуцира за сериали като „Диагноза: Убийство“, „Морско приключение“, „Закони на войната“, „В неизвестност“ и „Монк“.

## Биография и творчество
Лий Голдбърг е роден в Оукланд, Калифорния, САЩ.
Завършва Университета на Калифорния в Лос Анджелис.
Голдбърг е написал няколко романа, базирани на сериали, в които е замесен, като например:„Диагноза: Убийство“ и „Монк“. Той написва осем романа по „Диагноза: Убийство“.
Написва и романите за Монк – „Г-н Монк отива в пожарната“, „Г-н Монк отива на Хаваите“, „Г-н Монк и отдел Убийства“, „Г-н Монк и двете асистентки“, „Г-н Монк в открития космос“, „Г-н Монк отива в Германия“, „Г-н Монк и подземният Париж“, „Г-н Монк и корумпираното ченге“, „Г-н Монк и златната треска“, „Г-н Монк и финансовата криза“, „Г-н Монк поема на път“, „Г-н Монк на кушетката“, „Г-н Монк патрулира“, „Г-н Монк е неподреден“ и „Г-н Монк си го връща“.
Лий Голдбърг живее със съпругата си и дъщеря си в Лос Анджелис, Калифорния.

## Произведения

### Самостоятелни романи
- Deadly Games (1995)
- The Walk (2004)
- The Man with the Iron-On Badge (2005) – издаден и като „Watch Me Die“
- King City (2012)
- Fast Track (2013)

### 357: Виджиланте (357: Vigilante)
в съаторство с Люис Пардю под съвместния псевдоним Йън Лъдлоу
1. 357: Vigilante (1985)
2. Make Them Pay (1985)
3. White Wash (1985)

### Чарли Уилис (Charlie Willis)
1. My Gun Has Bullets (1995)
2. Beyond the Beyond (1997) – издаден и като „Dead Space“

### Диагноза: Убийство (Diagnosis Murder)
1. The Silent Partner (2003)
2. The Death Merchant (2004)
3. The Shooting Script (2004)
4. The Waking Nightmare (2005)
5. The Past Tense (2005)
6. The Dead Letter (2006)
7. The Double Life (2006)
8. The Last Word (2007)

### Монк (Monk)
1. Г-н Монк отива в пожарната (Mr. Monk Goes to the Fire House) (2006)
2. Г-н Монк отива на Хаваите (Mr. Monk Goes to Hawaii) (2006)
3. Г-н Монк и отдел „Убийства“ (Mr. Monk and The Blue Flu) (2007)
4. Г-н Монк и двете асистентки (Mr. Monk and the Two Assistants) (2007)
5. Г-н Монк излиза в открития космос (Mr. Monk in Outer Space) (2007)
6. Г-н Монк отива в Германия (Mr. Monk Goes to Germany) (2008)
7. Г-н Монк и подземният Париж (Mr. Monk Is Miserable) (2008)
8. Г-н Монк и мръсното ченге (Mr. Monk and the Dirty Cop) (2009)
9. Г-н Монк и златната треска (Mr. Monk in Trouble) (2009)
10. Г-н Монк и финансовата криза (Mr. Monk is Cleaned Out) (2010)
11. Mr. Monk on the Road (2011)
12. Mr. Monk on the Couch (2011)
13. Mr. Monk on Patrol (2012)
14. Mr. Monk Is a Mess (2012)
15. Mr. Monk Gets Even (2012)

### Жури (Jury)
1. Judgment (2011)
2. Adjourned (2009)
3. Payback (2011)
4. Guilty (2011)

### О'Хеър и Фокс (O'Hare and Fox) – сДжанет Еванович
1. The Heist (2013)
2. The Chase (2014)
3. The Job (2014)
4. The Scam (2015)
5. The Pursuit (2016)

- Pros and Cons (2013)

### Участие с други писатели

#### Мъртвеца (Dead Man)
- Face of Evil (2011) – с Уилям Рабкин
- Ring of Knives (2011) – с Уилям Рабкин и Джеймс Даниълс
- Hell in Heaven (2011) – с Уилям Рабкин
- The Dead Woman (2011) – с Уилям Рабкин и Дейвид Макафи
- The Blood Mesa (2011) – с Уилям Рабкин и Джеймс Рийзънър
- Kill Them All (2011) – с Уилям Рабкин и Хари Шанън
- Beast Within (2011) – с Уилям Рабкин и Джеймс Даниълс
- Fire & Ice (2012) – с Уилям Рабкин и Джуд Хардин
- Carnival of Death (2012) – с Уилям Рабкин и Бил Крайдър
- Freaks Must Die (2012) – с Уилям Рабкин и Джоел Голдман
- Slaves to Evil (2012) – с Уилям Рабкин и Лиза Клинк
- The Midnight Special (2012) – с Уилям Рабкин и Фийф Сътън
- The Death Match (2012) – с Уилям Рабкин и Криста Фауст
- The Black Death (2012) – с Уилям Рабкин и Ерик Дейвис
- The Killing Floor (2012) – с Уилям Рабкин и Дейвид Тъли
- Colder Than Hell (2013) – с Уилям Рабкин и Антъни Нийл Смит
- Evil to Burn (2013) – с Уилям Рабкин и Лиза Клинк
- Streets of Blood (2013) – с Уилям Рабкин и Бари Нейпиър
- Crucible of Fire (2013) – с Уилям Рабкин и Мел Одом
- The Dark Need (2013) – с Уилям Рабкин и Стънт Лайтър
- Reborn (2014) – с Уилям Рабкин, Кейт Дънлей, Фийф Сътън, и Лиза Клинк

### Новели
- Remaindered (2006)
- McGrave (2012)

### Пиеси
- Dame Edna: Detective (2011)
- Aimee & David Thurlo's Ella Clah: The Pilot Script (2013) – с Уилям Рабкин

### Сборници
- Three Ways to Die (2009)
- Die, Lover, Die! (2011) – с Макс Алън Колинс, Бил Крайдър, Джоел Голдман, Ед Горман, Вики Хендрикс, Наоми Хирахара, Пол Ливайн, Хари Шанън и Дейв Зелтсерман
- Double Header (2011)
- The Jury Series (2011)
- Ultimate Thriller Box Set (2012) – с Блейк Крауч, Дж. А. Контра и Скот Никълсън
- Double Impact (2012)
- Three To Get Deadly (2012) – с Джоел Голдман и Пол Ливайн

### Документалистика
- Unsold TV Pilots: The Almost Complete Guide to Everything You Never Saw on TV (1990)
- Television Series Revivals: Sequels Or Remakes of Cancelled Shows (1993)
- Science Fiction Filmmaking in the 1980s: Interviews with Actors, Directors, Producers And Writers (1994) – с Джийн-Марк Лофицие, Ранди Лофицие и Уилям Рабкин
- The Dreamweavers: Interviews with Fantasy Filmmakers of the 1980's (1995) – с Джийн-Марк Лофицие, Ранди Лофицие и Уилям Рабкин
- Successful Television Writing (2003) – с Уилям Рабкин
- Television Fast Forward: Sequels & Remakes of Cancelled Series (2009)
- Tied In: The Business, History and Craft of Media Tie-In Writing (2010)
- Writing Crime Fiction (2012) – с Макс Алън Колинс, Стивън Галахър, Джоел Голдман, Ед Горман, Либи Фишър Хелман, Вики Хендрикс, Наоми Хирахара, Пол Ливайн и Дейв Зелтсерман
- The Best TV Shows That Never Were (2015)
- Unsold Television Pilots: 1955-1989 (2015)

### Филмография
- 1987 – 1988 – Spenser: For Hire – ТВ сериал
- 1988 – The Highwayman – ТВ сериал
- 1989 – Hunter – ТВ сериал
- 1988-1989 – Murphy's Law – ТВ сериал
- 1989-1990 – Спасители на плажа (Baywatch) – ТВ сериал
- 1992-1993 – Likely Suspects – ТВ сериал
- 1993-1994 – Кобра (Cobra) – ТВ сериал
- 1994-1999 – Диагноза: Убийство (Diagnosis Murder) – ТВ сериал
- 1995 – The Cosby Mysteries – ТВ сериал
- 1995 – Слайдърс (Sliders) – ТВ сериал
- 1995 – Deadly Games – ТВ сериал
- 1995 – Морско приключение (SeaQuest DSV) – ТВ сериал
- 1995-1996 – Flipper – ТВ сериал
- 1999-2000 – Закони на войната (Martial Law) – ТВ сериал
- 2001-2002 – A Nero Wolfe Mystery – ТВ сериал
- 2002 – The Nightmare Room – ТВ сериал
- 2003 – Шпионките (She Spies) – ТВ сериал
- 2003 – 2005 – В неизвестност (1-800-Missing) – ТВ сериал
- 2003-2006 – Монк (Monk) – ТВ сериал
- 2004 – The Best TV Shows That Never Were – ТВ филм
- 2007 – Осмо чувство (Psych) – ТВ сериал
- 2008 – Fast Track: No Limits
- 2010 – Remaindered
- 2010-2012 – Глейдс (The Glades) – ТВ сериал
- 2012 – Bumsicle